# Jake Tapper
Jake Tapper (New York, 12 marzo 1969) è un giornalista, scrittore e fumettista statunitense.

## Biografia
Tapper è nato a New York ed è cresciuto nel quartiere di Queen Village, Filadelfia. Era figlio di Theodore S. "Ted" e di Helen Anne (Palmatier) Tapper. Sua madre, originaria del Canada, ha lavorato come infermiera presso un centro medico del Dipartimento degli Affari dei Veterani degli Stati Uniti a Filadelfia. Suo padre, nativo di Chicago e laureato al Dartmouth College e alla Harvard Medical School, ha lavorato presso la South Philadelphia Pediatrics e la Thomas Jefferson University.
Tapper ha frequentato la Jack M. Barrack Hebrew Academy e il Dartmouth College. È un membro della confraternita Alpha Chi Alpha. Ha frequentato anche la USC School of Cinematic Arts.

### Carriera
Nel 1992, Tapper ha lavorato nello staff della candidata democratica Marjorie Margolies-Mezvinsky e, dopo la sua sconfitta elettorale nel 1994, si è trasferito in una società pubblicitaria. Ha poi lavorato per un breve periodo presso un'organizzazione non a scopo di lucro per migliorare il controllo delle armi. Tra il 1999 e il 2002 è stato corrispondente da Washington per Salon.com. Ha ricevuto un premio dalla Columbia University per la sua copertura dello scandalo Enron ed è stato uno dei primi a mettere in discussione le affermazioni dell'amministrazione Bush sul fatto che l'Iraq avesse armi di distruzione di massa. Nel 2001, Tapper ha condotto Take Five della CNN. Durante i primi anni 2000 i suoi scritti sono apparsi su The New Yorker, The New York Times Magazine, The Washington Post, Los Angeles Times, The Weekly Standard e su altri periodici.
ABC News ha assunto Tapper nel 2003. Mentre lavorava lì, Tapper ha trattato una serie di argomenti, tra cui il lavoro nell'ufficio di ABC News a Baghdad, da New Orleans dopo il cedimento degli argini dopo l'uragano Katrina, e dall'Afghanistan. Da marzo a luglio 2010, Tapper è stato conduttore ad interim di This Week della ABC, ospitando il programma fino a quando Christiane Amanpour ne ha preso il posto. Il 20 dicembre 2012 è stato annunciato che Tapper sarebbe entrato a far parte della CNN, che avrebbe condotto un nuovo programma nei giorni feriali e che sarebbe stato il principale corrispondente della rete da Washington. Ha iniziato con la CNN nel gennaio 2013, ospitando il suo programma, The Lead with Jake Tapper.

### Vita privata
Tapper ha avuto un appuntamento platonico con Monica Lewinsky nel dicembre 1997, poche settimane prima che si diffondesse la notizia dello scandalo Clinton-Lewinsky. Nel 2006, ha sposato Jennifer Marie Brown, un ex funzionario di Planned Parenthood nello stato del Missouri. Risiedono a Washington, D.C., con i loro due figli Alice e Jack.

## Pubblicazioni
- (EN) Jake Tapper, The Hellfire Club, Back Bay Books, 21 maggio 2019, ISBN 978-0316472302.
- (EN) Jake Tapper, The Outpost: An Untold Story of American Valor, Back Bay, 31 ottobre 2013, ISBN 978-0316185400.
- (EN) Jake Tapper, Down & Dirty: The Plot to Steal the Presidency, Little, Brown, 10 maggio 2014, ISBN 9780316136822.

## Riconoscimenti
È stato insignito tre volte del Merriman Smith Memorial Award. Ha ricevuto un Emmy per aver coperto l'insediamento di Barack Obama.